# Josef Lörks

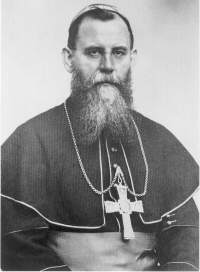
Bischof Josef Lörks

Josef Lörks (* 24. März 1876 in Hanselaer; † 17. März 1943) war ein Steyler Missionar, katholischer Bischof und Apostolischer Vikar von Zentral-Neuguinea. Er starb gewaltsam als Märtyrer durch Erschießung an Bord der Akikaze.

## Leben

### Herkunft, Ausbildung und Ausreise
Josef Lörks wurde in Hanselaer als Sohn der Eheleute Heinrich Lörks und Wilhelmine Lörks geb. Seegers auf dem Wayschen Hof geboren. In Kalkar besuchte er die Rektoratsschule und wurde am 22. April 1892 von Arnold Janssen in das Missionsgymnasium im Missionshaus St. Michael in Steyl aufgenommen. Seine philosophischen und theologischen Studien absolvierte Josef Lörks im Missionshaus St. Gabriel bei Wien, wo er auch 1897 seine ersten zeitlichen Gelübde und am 1. Oktober 1899 seine ewigen Gelübde ablegte.
Am 18. Januar 1900 empfing Josef Lörks in Wien die Priesterweihe für die Gemeinschaft der Steyler Missionare und trat im selben Jahr seine Bestimmung zum Missionsdienst in Neuguinea an. Am 12. August 1900 fand die Abschiedsfeier der Neumissionare in Steyl statt und am 18. September 1900 bestieg Josef Lörks zusammen mit Franz Padberg in Genua den Dampfer in Richtung Neuguinea.

### Missionar in Neuguinea
Der nordöstliche Teil der Insel war zu jener Zeit eine Kolonie des Deutschen Kaiserreichs und trug den Namen Kaiser-Wilhelms-Land, in Deutsch-Neuguinea. Neben der geistlichen Arbeit betätigte Lörks sich auch in der Landwirtschaft und leitete zeitweilig eine Kokosplantage in Wewak. In der Arbeit von der Missionszentrale in Wewak aus erkannte Lörks den Wert von Schiffen als Transportmittel. Deswegen legte Lörks bei einem Heimataufenthalt in Hamburg das Kapitänspatent ab und befuhr danach mit dem Missionsschiff „St. Gabriel“ Küste und Flüsse von Neuguinea, um die Inseln und Missionsstationen zu versorgen. Mit den gesammelten Erfahrungen entwarf Lörks ein neues Missionsschiff, das in Sydney gebaut wurde und 1930 als „Stella-Maris“ den Dienst aufnahm. Pater Lörks war nicht nur ein praktischer Missionar, sondern diente der Mission gleichzeitig als Prokurator, Kapitän und Plantagenleiter.

### Apostolischer Präfekt und Vikar von Zentral-Neuguinea
Am 19. Juni 1928 wurde P. Josef Lörks vom Apostolischen Stuhl zum ersten Apostolischen Präfekten von Zentral Neuguinea ernannt. Von 1922 bis 1928 hatte Bischof Franz Wolf SVD als Apostolischer Administrator die Apostolische Präfektur verwaltet. Papst Pius XI. ernannte Josef Lörks am 23. Mai 1933 zum Apostolischen Vikar der nun zum Apostolischen Vikariat Zentral-Neuguinea erhobenen katholischen Mission.
Am 17. Dezember 1933 empfing Josef Lörks durch Kardinal Karl Joseph Schulte, den Erzbischof von Köln, in der Seminarkirche des Missionspriesterseminars St. Augustin bei Bonn die Bischofsweihe mit dem Titularbistum Medeli und wurde Apostolischer Vikar von Zentral-Neuguinea, dessen Präfekt er schon seit 1928 war. Auch als hoher kirchlicher Würdenträger half Lörks tatkräftig in der Missionsarbeit mit und erhielt dafür hohe Achtung von der einheimischen Bevölkerung.

### Japanische Besetzung und die Tragödie auf der Akikaze
Ende 1942 landeten japanische Streitkräfte auf Neuguinea und in Wewak. Die japanischen Soldaten hegten tiefes Misstrauen gegen die westlichen Missionare und verhörten sie, dabei wurde Lörks durch einen Bajonettstich verletzt. Die Missionsarbeit wurde weiter behindert, da das strategisch günstig auf einem Hügel gelegene Missionshaus von japanischen Offizieren beschlagnahmt worden war. Das tiefe Misstrauen der Japaner gründete in dem Verdacht, die Missionare seien insgeheim Spione der amerikanischen Streitkräfte. Misstrauen und Verdacht verstärkten sich nach der Schlacht in der Bismarcksee im März 1943, die für Japan desaströs verlief.

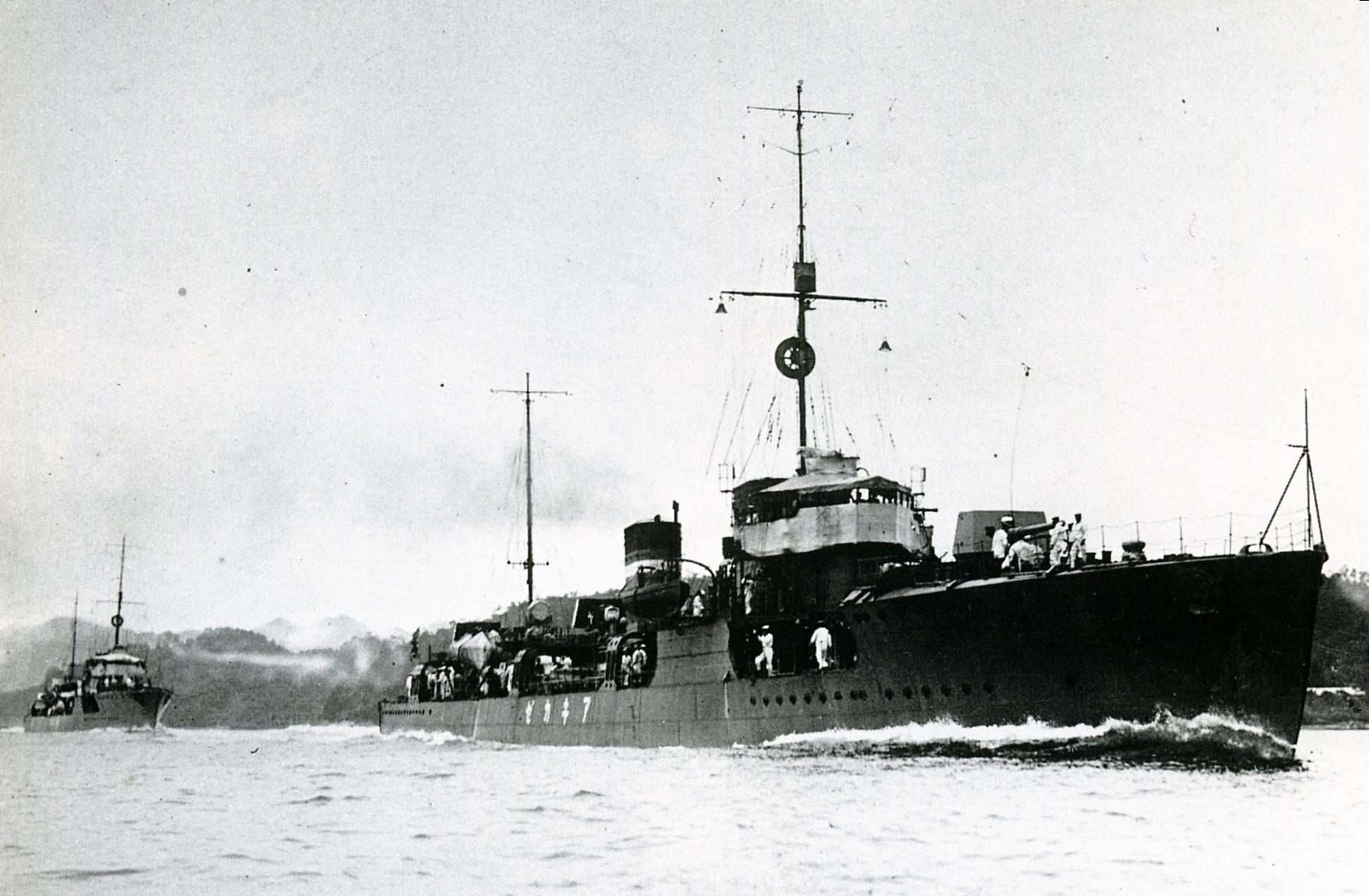
Kaiserlicher Japanischer Zerstörer „Akikaze“

Kurze Zeit danach wurde ein Mitarbeiter von Bischof Lörks, der heimlich amerikanische Kriegsgefangene mit Verbandsmaterial und Lebensmitteln versorgt hatte, von Einheimischen verraten. Als Reaktion darauf wurden zwei Patres unmittelbar erschossen. Alle anderen Mitarbeiter einschließlich Lörks wurden, unter dem Vorwand der Abschiebung in ihre Heimatländer, an Bord des japanischen Zerstörers Akikaze gebracht. Von Manus wurden noch weitere evangelische Missionare auf den Zerstörer gebracht. Am 17. März erging der Befehl an den Kapitän des Zerstörers, alle Missionare durch Erschießen hinzurichten. An Josef Lörks wurde als erstem die Hinrichtung vollstreckt; später wurden die Leichen ins Meer geworfen.
Die Hinrichtungen waren zunächst verschleiert worden, wurden aber im Verlauf anderer Ermittlungen zu Kriegsverbrechen im Jahr 1946 aufgedeckt. Eine Strafverfolgung fand nicht statt.
Josef Lörks' deutscher Nachbarbischof Franziskus Wolf (SVD) kam ebenfalls auf tragische Weise in japanischer Gefangenschaft zu Tode.

## Ehrungen
Josef Lörks zählt zu den Märtyrern der Kirchengeschichte. Die katholische Kirche hat Bischof Josef Lörks als Glaubenszeugen in das deutsche Martyrologium des 20. Jahrhunderts aufgenommen.
Die katholische Volksschule Kalkar trägt seit 1960 den Namen „Josef-Lörks-Schule“.

## Quelle
- Die Martyrer-Kapelle von Wewak
- Die Märtyrer vom 17. März 1943 – Bischof Josef Lörks und Gefährten
- Bischof Josef Lörks und Gefährten
- Josef Lörks. (Memento vom 6. Dezember 2004 im Internet Archive) In: ODS, Offenes Deutsches Schulnetz, Bildungsserver im Kreis Kleve
- Eintrag auf catholic-hierarchy.org